# Pseudomyrmex concolor
Pseudomyrmex concolor é uma espécie de formiga do género Pseudomyrmex, subfamilia Pseudomyrmecinae.

## História
Esta espécie foi descrita cientificamente por Smith em 1860.